# Луцьк (корвет)
«Луцьк» — корвет проєкту 1124М (шифр «Альбатрос», англ. Grisha-V class за класифікацією НАТО) багатоцільовий корабель прибережної дії Військово-Морських Сил України. Бортовий номер U205 (до липня 1994 р. носив бортовий № 400, до січня 2007 р. — U200). 20 березня 2014 року був захоплений російськими військовими. За словами голови комітету думи РФ з питань оборони Володимира Комоєдова, корабель планувалося включити до російського флоту. Утилізований росіянами в Інкермані, літо 2023 року.

## Особливості проєкту
Проєкт 1124М — останній варіант модернізації малого протичовнового корабля проєкту 1124 розроблений в 1976 році. В порівнянні з проєктом 1124 кораблі проєкту 1124М оснащувалися сучаснішими зразками озброєння і радіоелектронними засобами. Модернізація проєкту призвела до значного перевантаження і збільшення тоннажу. Не зважаючи на усі зусилля конструкторів (довелося навіть зняти одну РБУ), стандартна тоннажність корабля зросла майже на 10%.
Кораблі проєкту отримали нову 76-мм артилерійську установку АК-176, модернізований ЗРК «Оса-МА», переносні зенітні ракетні комплекси «Стріла-3» і потужнішу РЛС загального виявлення МР-320 «Топаз-2В» з дальністю виявлення цілей 100 км по повітряним і 40 км по морським. Замість РЛС загального виявлення МР-320В на МПК проєкту 1124М ставилася РЛС МР-755 «Фрегат-МА-1» зі складною формою сигналу при пониженій його потужності, яку прийняли на озброєння в 1982 році. Крім того вони були оснащені системою попередження про лазерне опромінювання «Спектр-Ф».
Протичовнове озброєння залишилося тим же що і у попередніх модифікацій: — два двотрубних 533-мм торпедних апарати, 213-мм реактивна бомбометна установка РБУ-6000, морські міни і глибинні бомби. Замість підкільної гідроакустичної станції «Аргунь» кораблі отримали нову ГАС «Платина» з дальністю виявлення підводних цілей до 15 км. Для покращення керованості корабля при роботі ГАС «Шелонь-Т» кораблі обладнані підрулюючим пристроєм «Поворот-159»
.

## Історія корабля
Корвет «Луцьк» (заводський № С-012) — один з перших кораблів ВМС України і до останнього часу був одним з найбільш використовуваних кораблів флоту. Його спуск на воду відбувся 22 травня 1993 року. Після чого, з 14 по 16 листопада корвет, у супроводі заводських буксирів був переведений по Дніпру в порт Миколаїв, звідки 21 листопада, після остаточної перевірки механізмів і готовності екіпажу до виходу в море, здійснив самостійний перехід в головну базу флоту — порт Севастополь. 30 грудня відбулося підписання акту про прийняття корабля до складу Військово-Морських Сил України. Прапор ВМС піднятий 12 лютого 1994 року. З цього дня корвет «Луцьк» влився у навчально-бойову діяльність флоту

.

### Корабель в бойовому складі ВМС
Корабель входив до складу:
- 1994 — 1995 рр. — 1 бригади надводних кораблів;
- 1995 — 1997 рр. — 1 дивізіону кораблів охорони водного району ЗМР;
- 1997 — 1998 рр. — 5 дивізіону кораблів охорони водного району;
- 1998 — 2001 рр. — 21 дивізіону кораблів охорони водного району;
- 2001 — 2002 рр. — 7 дивізіону кораблів охорони водного району;
- 2002 — 2004 рр. — 5 бригади кораблів охорони водного району;
- 2004 р. — дотепер — 5 бригади надводних кораблів.

Базується в Новоозерному (Донузлав).

### Участь у заходах бойової підготовки
За п'ятнадцять років служби (станом на 12.02.2009) корабель пройшов понад 55000 миль, відвідав з дружніми візитами порти Болгарії, Румунії, Туреччини

.
Неодноразово брав участь в національних і міжнародних навчаннях:
- липень 1994 р. — участь у міжнародних навчаннях «Бриз—94» (Болгарія).
- серпень 1995 р. — участь у міжнародних навчаннях «Бриз—95» (Болгарія).
- серпень 1996 р. — участь у навчаннях «Море—96».
- січень 1997 р. — виконання першої в історії ВМСУ ракетної стрільби.
- квітень 1997 р. — участь у спільному збір-похід із загоном кораблів ЧФ Росії.
- липень 1997 р. — участь у міжнародних навчаннях «Кооператив партнер—97» (Болгарія).
- серпень 1997 р. — участь у міжнародних навчаннях «Сі Бриз—97»
- листопад 1997 р. — участь у спільному збір-похід із загоном кораблів ЧФ Росії.
- квітень 1998 р. — участь в спільному збір-похід кораблів ЧФ Росії.
- червень 1998 р. — участь у міжнародних навчаннях «Кооператив партнер—98» (Румунія).
- листопад 1998 р. — участь у міжнародних навчаннях «Сі Бриз—98».
- квітень 1999 р. — участь у збір-поході.
- серпень 1999 р. — участь у міжнародних навчаннях «Фарватер миру—99».
- вересень 1999 року. — участь у навчаннях «Дуель—99».
- квітень 2000 р. — участь у збір-поході.
- червень 2000 р. — участь у міжнародних навчаннях «Кооператив партнер—2000».
- липень 2000 р. — участь у міжнародних навчаннях «Бриз—2000».
- вересень 2000 р. — участь у міжнародних навчаннях «Чорноморське партнерство—2000» (Туреччина).
- 2001 рік — участь у міжнародних навчаннях «Фарватер миру—2001», навчаннях «Дуель—2001»
- 2002 рік — міжнародні навчання «Сі Бриз—2002», збір-похід.
- 2003 рік — навчання «Фарватер миру—2003», «Кооператив партнер—2003» і «Чорноморське партнерство—2003».
- 2004 рік — збір-похід кораблів ВМС України, навчання «Кооператив партнер-2004».
- 2005 рік — участь у навчаннях «Реакція—2005».
- 2007 рік — участь в антитерористичній операції НАТО «Активні зусилля» в Середземному морі.
- 2008 рік — участь у командно-штабних навчаннях «Морський вузол—2008».

### Командири корабля
1. Заремба Віктор Адамович — з 1993 по 1997 рік;
2. Удовенко Іван Петрович — з 1997 по 1999 рік;
3. Савченко 1999 по 2002 рік;
4. Корощенко Микола Миколайович — з 2002 по 2004 рік;
5. Дорошенко з 2004 по 2008 рік;
6. Брєєв з 2008 по 2009 рік
7. Куриленко Андрій Володимирович; — з 2009 по 2010 рік;
8. Крилов Сергій Леонідович; — з 2010 по 2012 рік;
9. Ємельяненко з 2012 по 2014 рік;
10. Макеєв з 2014 до здачі

### Агресія РФ
20 березня 2014 року корвет «Луцьк» було захоплено російськими окупантами.